# 魔卡派對
《魔卡派對》是Takara Tomy與電通原作的原創電視動畫。2021年4月4日起每週六在大阪電視台首播。

## 故事大綱
魔卡派對是全世界最大型企業「魔卡社」發行的高人氣卡牌遊戲。然而實際上是魔法師用來召喚魔人的道具！蒐集魔卡吧！刮刮看吧！在那兒，令人興奮的派對戰鬥正等待著！

## 登場人物
凱茲爾（配音員：小松未可子（日本））
本作主角。任何事情都願意嘗試的中學一年級生。初登場於第1話。
某日接觸了高人氣的卡牌遊戲「魔卡派對」，召喚出「魔人」並成為了一位魔法師。後被安雅告知為「能夠拯救世界的真正魔法師」，並在其引介下進入魔法學校「魔卡學院」就讀。
克拉奇（配音員：船戶百合繪（日本））
凱茲爾的好友，喜愛新的世物，屬於精通任何情報的類型。初登場於第1話。
坎娜（配音員：長江里加（日本））
來自名門女子中學的轉學生，具有好奇心旺盛、開朗活潑的性格。初登場於第8話。
西爾瓦（配音員：西山宏太朗（日本））
一位政治人物的兒子，具備一切才藝的菁英。初登場於第1話，正式登場於第13話。
艾瑞克（配音員：坂泰斗（日本））
魔卡學院的學生會長。初登場於第11話。
安雅·德·格倫加多十二世（配音員：近藤玲奈（日本））
為了拯救即將毀滅的世界而不斷尋找著真正魔法師的神秘少女，認定凱茲爾、克拉奇、坎娜、西爾瓦以及艾瑞克五人就是真正的魔法師。真實身分為魔法世界七王國之首「格倫加多」的公主。初登場於第1話。
傑夫·瓊斯（配音員：田所陽向（日本））
全世界最大的企業「魔卡社」的執行長，也是卡牌遊戲「魔卡派對」的創造者。初登場於第1話。
布拉德利（配音員：高仲祐之（日本））
魔卡學院的校長。初登場於第2話。
薩普（配音員：高橋伸也（日本））
魔卡學院的學員。初登場於第2話。
普萊茲（配音員：八百屋杏（日本））
魔卡學院的學員。初登場於第2話。
實況（配音員：梅田修一朗（日本））
魔卡學院各主要校內賽事的實況播報員。初登場於第5話。
特拉普（配音員：石上靜香（日本））
魔卡學院的學員。初登場於第17話。
路德維希（配音員：井上雄貴（日本））
魔卡學院的學員。初登場於第18話。
史梅爾（配音員：日向未南（日本））
魔卡學院的學員。初登場於第18話。
龍馬（配音員：田野麻美（日本））
本作主要反派，魔法世界中的邪惡王國德拉哥赫姆的大將軍死後轉生至人類世界成為的小學生，在魔卡社總部地下室埋藏的封印被打破時獲得了前世的記憶而黑化成為闇黑的魔法師。初登場於第28話。
拉貢（配音員：鈴木千尋（日本））、多拉（配音員：金田愛（日本））、朗（配音員：小林大紀（日本））、德拉更（配音員：田島章寛（日本））
龍馬的部下，同樣為邪惡王國「德拉哥赫姆」的魔法師轉生至人類世界再於封印被破壞時重獲前世記憶成為之闇黑魔法師，合稱為「四天王」。初登場皆於第29話。
副校長（配音員：宮園拓夢（日本））
魔卡學院的副校長。初登場於第34話。
前校長（配音員：間宮康弘（日本））
魔卡學院的前任校長。初登場於第38話。

### 魔人（）
由魔法世界的動物精靈與人間的物品結合形成的特殊生物，又分為器具、電子、衣飾、車輛、食物以及建築等六系。
氣球喵（配音員：竹內順子（日本））
凱茲爾的主要搭檔魔人之一，由貓與氣球結合成的器具系魔人。初登場於第1話。
履吱（配音員：鷲見友美ジェナ(兄)、うのちひろ(弟)（日本））
凱茲爾的搭檔魔人之一，由白老鼠與室內鞋結合成的雙胞胎衣飾系魔人。初登場於第1話。
鐘頭鷹（配音員：比嘉良介（日本））
凱茲爾的主要搭檔魔人之一，由貓頭鷹與電子錶結合成的電子系魔人。初登場於第2話。
螢火球（配音員：無（日本））
布拉德利的搭檔魔人之一，由螢火蟲與電燈泡結合成的電子系魔人。初登場於第2話。
迪斯鱇（配音員：間宮康弘（日本））
凱茲爾的主要搭檔魔人之一，由鮟鱇魚與迪斯可鏡球結合成的器具系魔人。初登場於第3話。
瓢64（配音員：田島章寛（日本））
由瓢蟲與玩具車結合成的車輛系魔人。初登場於第3話。
鱷介（配音員：安元洋貴（日本））
克拉奇的主要搭檔魔人，由鱷魚與滑板結合成的車輛系魔人。初登場於第4話。
蜜熊（配音員：神尾晋一郎（日本））
克拉奇的搭檔魔人之一，由熊與蜂蜜結合成的食物系魔人。初登場於第4話。
女王飛鏢蜂（配音員：金田愛（日本））
克拉奇的搭檔魔人之一，由蜜蜂與飛鏢結合成的器具系魔人。初登場於第6話。
赤鳥白郎（配音員：矢部雅史（日本））
凱茲爾的搭檔魔人之一，由雞與紅白帽結合成的衣飾系魔人。初登場於第7話。
特技蚱蜢（配音員：神尾晋一郎（日本））
克拉奇的搭檔魔人之一，由蚱蜢與腳踏車結合成的車輛系魔人。初登場於第7話。
博米犬（配音員：うのちひろ（日本））
克拉奇的搭檔魔人之一，由博美犬與米飯結合成的食物系魔人。初登場於第7話。
扇鷹（配音員：高仲祐之（日本））
凱茲爾的搭檔魔人之一，由老鷹與電風扇結合成的電子系魔人。初登場於第7話。
水蛇頭（配音員：宮園拓夢（日本））
坎娜的主要搭檔魔人，由蛇與水龍頭結合成的器具系魔人。初登場於第8話。
三土機（配音員：田島章寛（日本））
坎娜的搭檔魔人之一，由三角龍與推土機結合成的車輛系魔人。初登場於第8話。
翼剪（配音員：宮崎遊（日本））
坎娜的搭檔魔人之一，由燕子與剪刀結合成的器具系魔人。初登場於第9話。
乾豹（配音員：田所陽向（日本））
坎娜的搭檔魔人之一，由獵豹與吹風機結合成的電子系魔人。初登場於第9話。
黏蝸牛（配音員：三上枝織（日本））
克拉奇的搭檔魔人之一，由蝸牛與膠帶結合成的器具系魔人。初登場於第10話。
切鯊（配音員：高橋伸也（日本））
艾瑞克的主要搭檔魔人，由鯊魚與美工刀結合成的器具系魔人。初登場於第11話。
殺浪板（配音員：不明（日本））
艾瑞克的搭檔魔人之一，由虎鯨與衝浪板結合成的車輛系魔人。初登場於第13話。
汪騎士（配音員：佐藤拓也（日本））
西爾瓦的搭檔魔人，由狗與劍結合成的器具系魔人。初登場於第13話。
劍鏈（配音員：不明（日本））
布拉德利的搭檔魔人之一，由劍龍與鏈鋸結合成的電子系魔人。初登場於第14話。
倉麥（配音員：花岡芽佳、田村嬉子（日本））
由倉鼠與草帽結合成的衣飾系魔人。初登場於第16話。
太陽蜻蜓（配音員：宮園拓夢（日本））
薩普的搭檔魔人，由太陽能板與蜻蜓結合成的電子系魔人。初登場於第17話。
野豬斗（配音員：不明（日本））
普萊茲的搭檔魔人，由野豬與熨斗結合成的電子系魔人。初登場於第17話。
玉米狗（配音員：不明（日本））
特拉普的搭檔魔人，由鬛狗與玉米結合成的食物系魔人。初登場於第17話。
象防車（配音員：田島章寛（日本））
路德維希的搭檔魔人，由象與消防車結合成的車輛系魔人。初登場於第19話。
食熊貓（配音員：うのちひろ（日本））、蜜瓜熊貓（配音員：鷲見友美ジェナ（日本））
由熊貓分別與麵包以及蜜瓜包結合成的食物系魔人兄妹。初登場於第19話。
辛虎（配音員：不明（日本））
西爾瓦的搭檔魔人之一，由老虎與辣椒結合成的食物系魔人。初登場於第19話。
電視龍（配音員：大河元氣（日本））
艾瑞克的搭檔魔人之一，由變色龍與電視結合成的電子系魔人。初登場於第20話。
安猿帽（配音員：佐藤花（日本））
凱茲爾的搭檔魔人之一，由猿猴與安全帽結合成的衣飾系魔人。初登場於第21話。
頭兜（配音員：田所陽向（日本））
史梅爾的搭檔魔人之一，由獨角仙與武士頭盔結合成的衣飾系魔人。初登場於第21話。
咻鼬（配音員：金田愛（日本））
史梅爾的主要搭檔魔人，由臭鼬與噴霧瓶結合成的器具系魔人。初登場於第21話。
鋸鍬（配音員：矢部雅史（日本））
克拉奇的搭檔魔人之一，由鍬形蟲與木工鋸結合成的器具系魔人。初登場於第22話。
軟糖蜴（配音員：田所陽向（日本））
西爾瓦的搭檔魔人之一，由蜥蜴與軟糖結合成的食物系魔人。初登場於第22話。
星鷲（配音員：不明（日本））
坎娜的搭檔魔人之一，由老鷹與歌手服裝結合成的衣飾系魔人。初登場於第23話。
喀嚓蠅（配音員：不明（日本））
由蒼蠅與照相機結合成的電子系魔人。初登場於第25話。
絨毛狐（配音員：神尾晋一郎（日本））
龍馬的搭檔魔人，由狐狸與毛皮大衣結合成的衣飾系魔人。初登場於第28話。
蝙耳機（配音員：梅田修一朗（日本））
拉貢的搭檔魔人，由蝙蝠與耳機結合成的電子系魔人。初登場於第30話。
起重蠍（配音員：坂泰斗（日本））
多拉的搭檔魔人，由蠍子與起重車結合成的車輛系魔人。初登場於第31話。
蕉刃虎（配音員：田所陽向（日本））
凱茲爾的搭檔魔人之一，由劍齒虎與香蕉結合成的食物系魔人。初登場於第31話。
鑽犀（配音員：比嘉良介（日本））
傳說的魔人之一「鯨魚遊」的徒弟，由犀牛與電鑽結合成的電子系魔人。初登場於第32話。
章魚滑（配音員：佐治和也（日本））
朗的主要搭檔魔人，由章魚與溜滑梯結合成的建築系魔人。初登場於第32話。
電頸鹿（配音員：不明（日本））
德拉更的主要搭檔魔人，由長頸鹿與輸電線塔結合成的建築系魔人。初登場於第33話。
鬧食蛛（配音員：不明（日本））
德拉更的搭檔魔人之一，由蜘蛛與口香糖結合成的食物系魔人。初登場於第34話。
鷗筆記（配音員：矢部雅史（日本））
由海鷗與筆記本結合成的器具系魔人。初登場於第34話。
家熊（配音員：新田京助（日本））
德拉更的搭檔魔人之一，由北極熊與房屋結合成的建築系魔人。初登場於第36話。
遙控蛙（配音員：不明（日本））
由青蛙與遙控器結合成的電子系魔人。初登場於第37話。
啪嗒蝶（配音員：不明（日本））
由蝴蝶與功能型手機結合成的電子系魔人。初登場於第37話。
兔蹦（配音員：うのちひろ（日本））
由兔子與彈跳桿結合成的車輛系魔人。初登場於第37話。
猩廠（配音員：不明（日本））
德拉更的搭檔魔人之一，由猩猩與工廠結合成的建築系魔人。初登場於第40話。
龍橋（配音員：村井雄治（日本））、龍樹（配音員：菊池康弘（日本））
使傳說的魔人「龍堡」完全覺醒所必要之兩隻魔人，由龍分別與吊橋以及電波塔結合成的建築系魔人，分別有著「王之盾」以及「王之劍」之稱號。初登場分別於第40話與第41話。
猛瑪雪（配音員：宮園拓夢（日本））
朗的搭檔魔人之一，由長毛象與除雪車結合成的車輛系魔人。初登場於第41話。
噴蛇池（配音員：柚木尚子（日本））
龍馬的搭檔魔人之一，由蛇頸龍與噴水池結合成的建築系魔人。初登場於第42話。
雙野牛（配音員：不明（日本））
由野牛與重型機車結合成的車輛系魔人。初登場於第43話。
防棘魚（配音員：不明（日本））
由腔棘魚與美式足球護具結合成的衣飾系魔人。初登場於第43話。
甜圈鼠（配音員：佐藤花（日本））
坎娜的搭檔魔人之一，由松鼠與甜甜圈結合成的食物系魔人。初登場於第46話。
企排輪（配音員：西山宏太朗(紅)、坂泰斗(黃)、梅田修一朗(藍)（日本））
西爾瓦的搭檔魔人之一，由企鵝與直排輪結合成的5位車輛系魔人。初登場於第46話。
寄居霜（配音員：金田愛（日本））
西爾瓦的搭檔魔人之一，由寄居蟹與霜淇淋結合成的食物系魔人。初登場於第46話。
鏡砰（配音員：佐治和也（日本））
由狸貓與鏡子結合成的器具系魔人。初登場於第46話。

#### 傳說的七魔人（）
魔人中最強的七者，分別代表魔法世界中的七個王國。其精靈皆為神話中的魔獸，而非一般動物。
鳳凰爆（配音員：松田健一郎（日本））
傳說的七魔人之一，由鳳凰與煙火結合成的器具系魔人，對應的王國為格倫加多。初登場於第1話，正式登場於第11話。
無限武（配音員：松山鷹志（日本））
傳說的七魔人之一，由玄武與盾牌結合成的衣飾系魔人，對應的王國為埃德海蒂。初登場於第11話。
鯨魚遊（配音員：武内駿輔（日本））
傳說的七魔人之一，由鯨魚與遊輪結合成的車輛系魔人，對應的王國為寇爾多亞。初登場於第17話，正式登場於第32話。
飛馬西打（配音員：岸尾大輔（日本））
傳說的七魔人之一，由飛馬與蘋果酒結合成的食物系魔人，對應的王國為彼特豪爾。初登場於第17話，正式登場於第37話。
電吉麟（配音員：勝杏里（日本））
傳說的七魔人之一，由麒麟與電吉他結合成的電子系魔人，對應的王國為卡古亞。初登場於第37話。
石字塔（配音員：斧篤志（日本））
傳說的七魔人之一，由巨人與金字塔結合成的建築系魔人，對應的王國為薩多修蘭。初登場於第36話。
龍堡（配音員：竹内良太（日本））
傳說的七魔人之一，由龍與城堡結合成的建築系魔人，對應的王國為德拉哥赫姆。初登場於第34話，正式登場於第47話。

## 製作團隊
- 原作 - 多美、電通
- 主要人物設計 - 大村祐介
- 原案 - 石井二郎
- 監督 - 後信治
- 監督輔助 - 三橋和彌
- 系列構成 - 加藤陽一
- 人物設計 - 長森佳容
- 副人物設計 - 柏木彩花
- 美術監督 - Scott MacDonald
- 美術設定 - 大平司
- 色彩設計 - 近藤直登
- 攝影監督 - 柚木脇達己
- 編輯 - 後田良樹
- 音樂 - 朝倉紀行、
- EDM樂曲制作 - Music Plat
- 音響監督 - えびなやすのり
- 製作人 - 谷口葵（大阪電視台）、滝野圭輔、釜秀樹
- 動畫製作人 - 井上
- Co製作人 - 堀川亮、篠永恭平
- 副製作人 - 齊藤陽介、伊藤聖
- 助手製作人 - 橋本友宏、木村麻衣子
- 動畫製作 - OLM TEAN INOUE
- 製作 - 大阪電視台、電通、OLM

## 主題曲
片頭曲
「マジ歌」（第1話-第27話）
作曲：Kenta Urashima、Yuki Kato，編曲：Yuki Kato
填詞、主唱：遊助
「オタパリディスコ」（第28話-第51話）
填詞：スカイピース･ヴァンゆん･かす･ジュキヤ･せりしゅん･中町綾･中町JP･まあたそ、作曲：スカイピース･宮川拓，編曲：宮川拓
主唱：スカイピース
片尾曲
「MAZICA PARTY」（第1話-第27話）
作曲：Seven Billion Dots、白石紗澄李，編曲：白石紗澄李
填詞、主唱：Seven Billion Dots
「マジカルスーパースター」（第28話-第51話）
填詞、作曲、編曲：アイキッド，主唱：ザ・リーサルウェポンズ

## 各話列表
| 話數   | 日文標題 | 劇本         | 分鏡       | 演出       | 作畫監督                                                                               | 首播日期      |
| ------ | -------- | ------------ | ---------- | ---------- | -------------------------------------------------------------------------------------- | ------------- |
| 第1話  |          | 加藤陽一     | 後信治     | 關野昌弘   | 柏木彩花、 吉田滿智子、 山縣研一                                                       | 2021年 4月4日 |
| 第2話  |          | 加藤陽一     | 關野昌弘   | 伊藤史夫   | 趙雅羅、 金大勳                                                                        | 4月11日       |
| 第3話  |          | 永野         | 關谷真實子 | 森田侑希   | 大西陽一、 吉田肇、 高橋平                                                             | 4月18日       |
| 第4話  |          | 小林雄次     | 川石哲也   | 高橋優     | 鈴木敦、 高橋優                                                                        | 4月25日       |
| 第5話  |          | 小林雄次     |            | 關谷真實子 | 吉田滿智子                                                                             | 5月2日        |
| 第6話  |          | 大知慶一郎   | 島崎奈奈子 | 中村憲由   | 古池敏也、 飯飼一幸、 白石悟                                                           | 5月9日        |
| 第7話  |          | 鴻野貴光     | 關野昌弘   | 岩田義彥   | 吳耀、 朱曉林                                                                          | 5月16日       |
| 第8話  |          | 山田由香     | 關谷真實子 | 島崎奈奈子 | 山縣研一、 柏木彩花、 小島、 吉田滿智子、 西田美彌子                                   | 5月23日       |
| 第9話  |          | 高橋奈津子   | 高橋知也   | 高橋幸雄   | 武佐友紀子、 扇多惠子、 白石悟、 南伸一郎                                              | 5月30日       |
| 第10話 |          | 永野         | 若林厚史   | 布施康之   | Lee Seongjae、 Song Jinyeong                                                           | 6月6日        |
| 第11話 |          | 鴻野貴光     | 吉田英俊   | 安藤貴史   | 飯飼一幸、 森悦史、 太田彬彥、 阿部由佳、 細田萌香                                     | 6月13日       |
| 第12話 |          | 山田由香     | 中川聰     | 伊藤史夫   | 趙雅羅、 金大勳                                                                        | 6月20日       |
| 第13話 |          | 加藤陽一     | 川石哲也   | 岩田義彥   | 吳耀、 朱曉林、 藤田和行                                                               | 6月27日       |
| 第14話 |          | 大知慶一郎   | 宮﨑渚     | 關野昌弘   | 吉田滿智子                                                                             | 7月4日        |
| 第15話 |          | 大知慶一郎   | 高橋知也   | 高橋優     | 鈴木敦、 高橋優、 金大勳                                                               | 7月11日       |
| 第16話 |          | 小林雄次     | 關野昌弘   | 島崎奈奈子 | Kim Suho、 Song Jinyeong、 Lee Seongjae                                                | 7月18日       |
| 第17話 |          | 小林雄次     | 關野昌弘   | 森田侑希   | 大西陽一、 吉田肇、 高橋平                                                             | 7月25日       |
| 第18話 |          | 永野         | 島崎奈奈子 | 中村憲由   | 古池敏也、 飯飼一幸、 白石悟                                                           | 8月1日        |
| 第19話 |          | 鴻野貴光     | 關谷真實子 | 伊藤史夫   | 趙雅羅、 金大勳、 成元鎔                                                               | 8月8日        |
| 第20話 |          | 高橋奈津子   | 中川聰     | 布施康之   | Kim Myeongsim、 Lee Seongjae                                                           | 8月15日       |
| 第21話 |          | 山田由香     | 宮﨑渚     | 關谷真實子 | 山縣研一                                                                               | 8月22日       |
| 第22話 |          | 小林雄次     | 關野昌弘   | 岩田義彥   | 藤田和行、 吳耀、 朱曉林                                                               | 8月29日       |
| 第23話 |          | 鴻野貴光     | 高橋知也   | 伊藤史夫   | 趙雅羅、 金大勳、 成元鎔                                                               | 9月5日        |
| 第24話 |          | 永野         | 宮﨑渚     | 森田侑希   | 森悦史、 藤田正幸、 片岡惠美子                                                         | 9月12日       |
| 第25話 |          | 永野         | 川石哲也   | 島崎奈奈子 | 吉田滿智子                                                                             | 9月19日       |
| 第26話 |          | 高橋奈津子   | 永島昭子   | 高橋優     | 永野佑貴、 鈴木敦、 高橋優                                                             | 9月26日       |
| 第27話 |          | 山田由香     | 中川聰     | 伊藤史夫   | 趙雅羅、 成元鎔                                                                        | 10月3日       |
| 第28話 |          | 加藤陽一     | 島崎奈奈子 | 中村憲由   | 古池敏也、 飯飼一幸、 白石悟                                                           | 10月10日      |
| 第29話 |          | 大知慶一郎   | 關谷真實子 | 岩田義彥   | 吳耀、 藤田和行                                                                        | 10月17日      |
| 第30話 |          | 鴻野貴光     | 關野昌弘   | 布施康之   | Kim Myeongsim、 Lee Seongjae                                                           | 10月24日      |
| 第31話 |          | 山田由香     | 福島宏之   | 渡邊純央   | 高橋平、 吉田肇                                                                        | 10月31日      |
| 第32話 |          | 永野         | 川石哲也   | 伊藤史夫   | 趙雅羅、 成元鎔、 崔允希                                                               | 11月7日       |
| 第33話 |          | 鴻野貴光     | 中川聰     | 關野昌弘   | 山縣研一                                                                               | 11月14日      |
| 第34話 |          | 加藤陽一     | 宮﨑渚     | 布施康之   | Lee Seongjae、 Kim Myeongsim、 Kim SuhoSong Jinyeong                                   | 11月21日      |
| 第35話 |          | 永野たかひろ | 關谷真實子 | 高山秀樹   | 杉山直輝                                                                               | 11月28日      |
| 第36話 |          | 小林雄次     | 島崎奈奈子 | 伊藤史夫   | 趙雅羅、 崔允希                                                                        | 12月5日       |
| 第37話 |          | 大知慶一郎   | 關野昌弘   | 高橋優     | 吉田滿智子、 永野佑貴                                                                  | 12月12日      |
| 第38話 |          | 山田由香     | 福島宏之   | 古賀一臣   | 古池敏也、 飯飼一幸、 白石悟                                                           | 12月19日      |
| 第39話 |          | 鴻野貴光     | 中川聰     | 伊藤史夫   | 趙雅羅、 崔允希                                                                        | 12月26日      |
| 第40話 |          | 大知慶一郎   | 宮﨑渚     | 布施康之   | Lee Seongjae、 Kim Myeongsim、 Kim Suho                                                | 2022年 1月9日 |
| 第41話 |          | 小林雄次     | 關野昌弘   | 森田侑希   | 飯飼一幸、 片岡惠美子、 臼田美夫、 雍何歡、 Liu jun、 Shi guo pin、 孫建清、 EverGreen | 1月16日       |
| 第42話 |          | 山田由香     | 福島宏之   | 渡邊純央   | 高橋平、 吉田肇、 新城真                                                               | 1月23日       |
| 第43話 |          | 永野         | 島崎奈奈子 | 伊藤史夫   | 趙雅羅、 崔允希                                                                        | 1月30日       |
| 第44話 |          | 鴻野貴光     | 森健       | 關野昌弘   | 山縣研一                                                                               | 2月6日        |
| 第45話 |          | 大知慶一郎   | 中川聰     | 布施康之   | Kim Myeongsim、 Lee Seongjae、 Song Jinyeong、 Kim Jongbeom                            | 2月13日       |
| 第46話 |          | 小林雄次     | 宮﨑渚     | 伊藤史夫   | 杉山直輝                                                                               | 2月20日       |
| 第47話 |          | 山田由香     | 關野昌弘   | 高山秀樹   | Song Jinyeong、 Kim Jongbeom、 Kim suho、 杉山直輝                                     | 2月27日       |
| 第48話 |          | 鴻野貴光     | 關谷真實子 | 中村憲由   | 古池敏也、 飯飼一幸、 白石悟                                                           | 3月6日        |
| 第49話 |          | 加藤陽一     | 福島宏之   | 布施康之   | Kim Myeongsim、 Lee Seongjae                                                           | 3月13日       |
| 第50話 |          | 加藤陽一     | 關野昌弘   | 高橋優     | 吉田滿智子、 永野佑貴                                                                  | 3月20日       |
| 第51話 |          | 永野         | 中川聰     | 伊藤史夫   | 趙雅羅、 成元鎔                                                                        | 3月27日       |

## 播放電視台
| 播放日期       | 播放時間            | 播放電視台   | 播放地區       | 備註       |
| -------------- | ------------------- | ------------ | -------------- | ---------- |
| 2021年4月4日 - | 星期日 9:30 - 10:00 | 大阪電視台   | 大阪府         | 製作電視台 |
|                |                     | TV北海道     | 北海道         |            |
|                |                     | 東京電視台   | 關東廣域圈     |            |
|                |                     | 愛知電視台   | 愛知縣         |            |
|                |                     | 瀨戶內電視台 | 岡山縣、香川縣 |            |
|                |                     | TVQ九州放送  | 福岡縣         |            |

| 東京電視網 星期日 09:30－10:00 節目                              | 東京電視網 星期日 09:30－10:00 節目                                                                       | 東京電視網 星期日 09:30－10:00 節目 |
| ---------------------------------------------------------------- | --- | ----------------------------------- |
|                                                                  | 魔卡派對 （2021年4月4日－2021年3月27日）                                                                  |                                     |
| Tomica Earth Granner 地球防衛隊 （2020年4月5日 - 2021年3月28日） | 射擊覺醒！激鬥瓶蓋人DX （2022年4月3日 -） （9:30 - 9:45）汪汪隊立大功 （2022年4月3日 -） （9:45 - 10:00） |                                     |

## 外部連結
- 電視動畫「魔卡派對」官方網站（日語）
- Takara Tomy官網上關於魔卡派對的介紹頁面（日語）
- 大阪電視台官網上關於魔卡派對的介紹頁面（日語）